# Симонов Тимофій Васильович
Тимофій Васильович Симонов (1884, тепер Російська Федерація — ?) — радянський партійний діяч, відповідальний секретар Катеринославського губернського комітету КП(б)У. Кандидат в члени ЦК КП(б)У в грудні 1921 — квітні 1923 р.

## Біографія
Член РСДРП (меншовиків) у 1905—1910 роках. Вів революційну роботу. Учасник 1-ї світової війни, до 1918 року служив у російській армії.
Член РСДРП(б) з 1917 року.
У 1919 році — голова виконавчого комітету Ковровської повітової ради Владимирської губернії. У лютому — березні 1920 року — виконувач обов'язків голови виконавчого комітету Владимирської губернської ради.
У 1920 році — військовий комісар Царицинської губернії. До 1921 року — голова виконавчого комітету Царицинської губернської ради.
У 1921—1923 роках — відповідальний секретар Катеринославського губернського комітету КП(б)У.
У 1925—1926 роках — відповідальний секретар Омського окружного комітету ВКП(б).
З 1926 року — інструктор Північно-Кавказького крайового комітету ВКП(б); завідувач організаційного відділу Смоленського губернського комітету ВКП(б); заступник директора Комуністичного університету трудящих Сходу.
З 1932 року — на керівній роботі в Народному комісаріаті легкої промисловості СРСР.